# Коронація слова — 2015

Логотип конкурсу

Коронація слова 2015 — міжнародний літературний конкурс.
Урочиста церемонія нагородження переможців конкурсу відбулася у Національній опері України 4 червня 2015.

## Переможці

### Переможці «Гранд Коронація слова — 2015»
| Відзнака             | Назва твору                                           | Автор                    | Місто                  |
| -------------------- | ----------------------------------------------------- | ------------------------ | ---------------------- |
| Гранд романи         | Маріупольський процес                                 | Галина Вдовиченко        | Львів                  |
| Гранд кіносценарії   | У зоні недосяжності                                   | Юлія Боднарюк            | Чернівці               |
| Гранд п'єси          | Крим                                                  | Сергій Васильєв          | Київ                   |
| Гранд пісенна лірика | Щоб ми жили                                           | Оксана Шеренгова         | Корсунь-Шевченківський |
| Гранд спецвідзнаки   |                                                       |                          |                        |
| Гранд романи         | Щасливий                                              | Вікторія Гранецька       | Вінниця                |
| Гранд романи         | Небо над Віднем                                       | Богдан Коломійчук        | Львів                  |
| Гранд романи         | Вовчий місяць                                         | Олексій Волков           | Тернопіль              |
| Гранд кіносценарії   | Доповідна апостолові Петру Або Парадигма Юрія Іллєнка | Віра Мельник             | Київ                   |
| Гранд кіносценарії   | Збірка короткого метру «Тлінь»                        | Дмитро Сухолиткий-Собчук | Київ                   |
| Гранд п'єси          | Лист до Султана                                       | Гарольд Бодикін          | Сімферополь            |
| Гранд пісенна лірика | Молитва                                               | Анатолій Матвійчук       | Київ                   |
| Гранд пісенна лірика | Трьохсотий                                            | Тарас Антипович          | Київ                   |

### Переможці «Коронація слова — 2015»
| Відзнака                 | Назва твору                      | Автор                            | Місто           |
| ------------------------ | -------------------------------- | -------------------------------- | --------------- |
| Романи                   |                                  |                                  |                 |
| I премія                 | Вересові меди                    | Надія Гуменюк                    | Луцьк           |
| II премія                | Роман з містом                   | Світлана Горбань, Наталія Лапіна | Черкаси         |
| III премія               | Хата на околиці села             | Петро Лущик                      | Львівська обл.  |
| Прозові твори для дітей  |                                  |                                  |                 |
| I премія                 | Комп і компанія                  | Анна Коршунова                   | Суми            |
| Кіносценарії             |                                  |                                  |                 |
| I премія                 | Будинок «Слово»                  | Любов Якимчук, Тарас Томенко     | Київ            |
| II премія                | Екс                              | Ярослав Яріш                     | Львівська обл.  |
| III премія               | Капітан Матвій: у пошуках Стріли | Петро Слесаренко                 | Київ            |
| Кіносценарії для дітей   |                                  |                                  |                 |
| I премія                 | Вчорашній день                   | Ольга Тарасова                   | Харківська обл. |
| П’єси                    |                                  |                                  |                 |
| I премія                 | Із Тарасом — через морок         | Богдана Олександровська          | Суми            |
| II премія                | Жінки та снайпер                 | Тетяна Киценко                   | Київ            |
| III премія               | Ось така провінційна історія     | Галина Ткачук-Поручник           | Львів           |
| III премія               | Правосуддя Єв                    | Володимир Коваль                 | Чернігів        |
| П’єси для дітей          |                                  |                                  |                 |
| I премія                 | Країна серйозних                 | Марина Смілянець                 | Київ            |
| Пісенна лірика           |                                  |                                  |                 |
| I премія                 | Між двома блокпостами            | Богдан Стельмах                  | Львів           |
| II премія                | Осіннє танго                     | Ганна Крушельницька              | Київ            |
| III премія               | Тихою                            | Світлана Дідух-Романенко         | Бориспіль       |
| Пісенна лірика для дітей |                                  |                                  |                 |
| I премія                 | На старому горищі                | Володимир Шинкарук               | Житомир         |

### Спеціальні відзнаки
| Номінація              | Відзнака | Назва твору                             | Автор                                            | Місто               |
| ---------------------- | --- | --------------------------------------- | ------------------------------------------------ | ------------------- |
| Роман                  | Спеціальна премія від Андрія Кокотюхи «Золотий Пістоль» за Найкращий гостросюжетний детектив                                                | Tatoo. Читання по очах.                 | В`ячеслав Dасильченко                            | Київ                |
| Роман                  | Спеціальна премія від Міністра екології і природних ресурсів та президента Фонду «Успішна Україна» -Ігоря Шевченка                          | В.І.Н.                                  | Валентин Терлецький                              | Запо- ріжжя         |
| Роман                  | Спеціальна премія від мережі книгарень «Буква»                                                                                              | Акваруім                                | Олексій Чупа                                     | Макіївка            |
| Роман                  | Спеціальна премія від мережі книгарень «Буква»                                                                                              | Бажання поверненню не підлягають        | Анна Зубович                                     | Чернівці            |
| Роман                  | Спеціальна відзнака від Дари Корній, Тали Владмирової «Українське сучасне фентезі»                                                          | Відунський сокіл                        | Артур Закордонець                                | Хмель- ницька обл.  |
| Роман                  | Спеціальна відзнака від Дари Корній, Тали Владмирової «Українське сучасне фентезі»                                                          | Алхімія свободи                         | Ярина Каторож                                    | Львів               |
| Роман                  | Спеціальна відзнака «Найкращий твір про кохання» спецвідзнака від Ніка Нікалео та учасниць Львівського жіночого літературного клубу         | Тріада. Лабірин- тами доль              | Марія Зубак                                      | Київ                |
| Роман                  | Спеціальна відзнака Відкритий міжнародний університет розвитку людини «Україна»                                                             | І глухота впаде                         | Дарина Гладун                                    | Хмель- ницький      |
| Роман                  | Спеціальна відзнака Вибір Видавця | Ін’єкція у вітрильник                   | Сергій Мисько                                    | Мико- лаївська обл. |
| Роман                  | Спеціальна відзнака Вибір Видавця | Тріанські рішкунці                      | Василь Тибель                                    | Рівне               |
| Роман                  | Спеціальна відзнака від Лесі Москаленко (туристичний журнал «Мандри»)                                                                       | Солодка ілюзія життя                    | Олександр Жовна                                  | Кірово- град        |
| Роман                  | Спеціальна відзнака | Історія трамвай- чика                   | Валентина Михайленко                             | Черні- гівська обл. |
| Роман                  | Спеціальна відзнака Спеціальна відзнака від Київського Національного Університету Шевченка- професор Анатолій Ткаченко                      | Божа вивірка                            | Тетяна Пишнюк                                    | Київ                |
| Роман                  | Спеціальна відзнака від Київського Національного Університету Шевченка - професор Анатолій Ткаченко                                         | Остання дорога                          | Богдан Мельничук                                 | Тернопіль           |
| Роман                  | Спеціальна відзнака від Київського Національного Університету Шевченка - професор Анатолій Ткаченко                                         | Сновида                                 | Ольга Мігель                                     | Кірово- град        |
| Роман                  | Спеціальна відзнака | Злі лелеки                              | Зінаїда Луценко                                  | Черкаська обл.      |
| Роман                  | Спеціальна відзнака від Надзвичайного Посла Канади в Україні, Романа Ващука                                                                 | Час Демона                              | Петро Дараманчук                                 | Канада              |
| Роман                  | Спеціальна відзнака Надзвичайного Посла Грузії в Україні, Михеїла Уклебі.                                                                   | Велика маленька Грузія                  | Сашко Сівченко                                   | Київ                |
| Роман                  | Спеціальна відзнака від Департаменту суспільних комунікацій Київської міської ради                                                          | Один другу                              | Георгій Пилипенко                                | Біла Церква         |
| Твір для дітей         | Спеціальна премія «Вибір Дітей» від Дитячої письменниці Лариси Ніцой, дитячого журі та партнера конкурсу Анатолія Євлахова                  | Комп і компанія                         | Анна Коршунова                                   | Суми                |
| Твір для дітей         | Спеціальна відзнака Вибір Видавця «Час майстрів» Олега Симоненка                                                                            | Моя класнюча дівчинка                   | Марина Павленко                                  | Черкаська обл.      |
| Твір для дітей         | Спеціальна відзнака Вибір Видавця | Жираф Жак, русалка Кусалка та Бовтухась | Станіслав Бондаренко                             | Київ                |
| Твір для дітей         | Спеціальна відзнака від простору Української дитячої книжки «Барабука» - Тетяни Щербаченко                                                  | Я, трамвай і зоопарк                    | Кузько Кузякін                                   | Житомир             |
| Кіносценарій           | Спеціальна відзнака | Аліса усміхається                       | Ірина Тетера                                     | М. Київ             |
| Кіносценарій           | Сціальна відзнака Олени Голуб’євої - «Коронація – анімація» за найкращий короткометражний анімаційний фільм                                 | Цокає час                               | Марія Ткачівська                                 | Івано- Фран- ківськ |
| Кіносценарій           | Спеціальна відзнака від засновника книжкового Арсеналу, директора Мистецького Арсеналу Наталії Заболотної                                   | Таємниця фільму «Арсенал»               | Юрій Васильович Сорока                           | Київ                |
| Кіносценарій           | Спеціальна відзнака | Ідеальний пацієнт                       | Олександр Куманський                             | Кірово- град        |
| Кіносценарій для дітей | Спеціальна відзнака Едуарда Ахримовича «УКРАНІМА»                                                                                           | Команда 3-П                             | Віталій Хало                                     | Київ                |
| Кіносценарій для дітей | Спеціальна відзнака | Бешкетники                              | Сценарне об’єднання «Скрінхауз» та Богдан Жолдак | Київ                |
| Пісенна лірика         | Спеціальна відзнака «Найкраща військова пісня» від начальника Центрального будинку офіцерів Збройних Сил України полковника Євгена Блискуна | Ми солдати України                      | Володимир Даник                                  | Черкаси             |
| Пісенна лірика         | Спеціальна відзнака «Найкраща військова пісня» від начальника Центрального будинку офіцерів Збройних Сил України полковника Євгена Блискуна | Вставай, Україно на бій                 | Олена Полянська                                  | Київ                |
| Пісенна лірика         | Спеціальна відзнака від Тамари Калінкіної                                                                                                   | Малює осінь твій портрет                | Ніна Шугніло                                     | Волинська обл.      |
| Пісенна лірика         | Спеціальна відзнака від Олени Карпенко (Соломія)                                                                                            | 9 грамів                                | Володимир Шинкарук                               | Житомир             |
| Пісенна лірика         | Спеціальна відзнака від депутата ВР Ірини Сисоєнко                                                                                          | Молитва мамі                            | Володимир Вакуленко-К.                           | Харківська обл.     |
| Пісенна лірика         | Спеціальна відзнака засновниці і голови оргкомітету Міжнародного фестивалю «Терра поетіка» Лесі Мудрак                                      | Берегиня                                | Ірина Хомин                                      | Львів               |
| Пісенна лірика         | Спеціальна відзнака від депутата ВР Ірини Сисоєнко                                                                                          | Колискова матері                        | Анатолій Ткаченко                                | Київ                |
| Пісенна лірика         | Спеціальна відзнака від керівника координаційного центру допомоги учасникам АТО, Анатолія Свирида                                           | Я вірю!                                 | Анна Федєєва                                     | Біла Церква         |
| Пісенна лірика         | Спеціальна відзнака від керівника координаційного центру допомоги учасникам АТО, Анатолія Свирида                                           | Дніпро перейшли батальйони              | Василь Басараба                                  | Рівне               |